# XXXVIII Cuerpo de Ejército (Alemania)
El XXXVIII Cuerpo de Ejército (XXXVIII Armeekorps) fue un Cuerpo del ejército alemán durante la Segunda Guerra Mundial.

## Historia
Formado el 27 de enero de 1940 en Cambrai-Kaserne en Schwerin, situado en el II Distrito Militar. Del 10 al 13 de mayo de 1940 es trasladado a Brunswick y el 14 de mayo a Düsseldorf. En mayo de 1940 tenía la misión de actuar como reserva detrás del frente para divisiones que llegaban aceleradas en la dirección del Mosa. En junio de 1940 tenía el nombre en clave Festungs Baustab-38. En julio de 1940 estuvo en la zona de Orleans con tareas de ocupación bajo el II Ejército del Grupo de Ejércitos C. En agosto de 1940 permaneció en la costa del Canal de la Mancha en el marco del XVI Ejército (Grupo de Ejércitos A). Durante el mes recibió por un corto tiempo a la 36° División de Infantería y a la 25° División de Infantería. Con este nombre luchó en la campaña francesa con el IV Ejército del Grupo de Ejércitos B, con el que avanzó en las regiones de Somme y el Loira. El 8 de enero de 1945, fue redesignado como XXXVIII Cuerpo Panzer.

## Comandantes
- Mariscal de Campo Erich von Manstein - (1 de febrero de 1940 - 15 de marzo de 1941)
- General de Infantería Friedrich-Wilhelm von Chappuis - (15 de marzo de 1941 - 23 de abril de 1942)
- General de Infantería Siegfried Hänicke - (23 de abril de 1942 - 29 de junio de 1942)
- General de Artillería Kurt Herzog - (29 de junio de 1942 - 8 de enero de 1945)

### Jefes de Estado Mayor
- Coronel Arthur Hauffe - (15 de febrero de 1940 - 30 de septiembre de 1940) (misión militar a Rumania)
- Coronel Alfred Gause - (1 de octubre de 1940 - enero de 1941)
- Coronel Curt Siewert - (1 de febrero de 1941 - 1 de mayo de 1943)
- Coronel Berhard Pampel (Pamberg) - (1 de mayo de 1943 - 1 de enero de 1944)
- Coronel Wilhelm Knüppel - (enero de 1944)

### Jefes de Operaciones (Ia)
- Teniente coronel Wolfgang Lange - 5 de febrero de 1940 - 31 de julio de 1940) (Oficiales de la Reserva de la O.K.H.)
- Mayor Schulze-Büttger - (1 de agosto de 1940 - 14 de diciembre de 1941) (Grupo de Ejércitos Centro)
- Mayor Poggendorf - (15 de diciembre de 1941 - septiembre de 1942)
- Mayor Karl Daub - (octubre de 1942 - diciembre de 1943)
- Mayor Heinz Schneider - (10 de diciembre de 1943 - enero de 1944)
- Mayor Louis-Ferdinand Bennecke - (enero de 1944 - marzo de 1944)
- Mayor Siegfried Ahollinger - (marzo de 1944 - agosto de 1944)
- Mayor Ulrich Roland - (agosto de 1944)

## Teatro de operaciones
- Alemania - enero de 1940 - junio de 1940
- Francia - junio de 1940 - junio de 1941
- Frente Oriental, sector norte - junio de 1941 - octubre de 1944
- Bolsa de Curlandia - octubre de 1944 - 7 de mayo de 1945

## Orden de batalla

### 1940
8 de junio de 1940:
- 6° División de Infantería
- 46° División de Infantería
- 27° División de Infantería
- 1° División de Caballería

El 13 de septiembre de 1940 permaneció en las costas del Canal el IX Ejército (Grupo de Ejércitos A):
- 254° División de Infantería
- 34° División de Infantería
- 26° División de Infantería

### 1941
15 de enero de 1941, a orillas del Canal, IX Ejército (Grupo de Ejércitos A):
- 254° División de Infantería
- 34° División de Infantería
- 26° División de Infantería

12 de marzo de 1941, en las costas del Canal, IX Ejército (Grupo de Ejércitos A):
- 254° División de Infantería
- 34° División de Infantería
- 26° División de Infantería

27 de junio de 1941, toma parte en la invasión de la Unión Soviética con el XVIII Ejército del Grupo de Ejércitos Norte, avanzando hacia Letonia:
- 58° División de Infantería
- 291° División de Infantería

3 de septiembre de 1941:
- 1° División de Infantería
- 58° División de Infantería

### 1942
2 de enero de 1942:
- 250° División de Infantería
- 126° División de Infantería

24 de junio de 1942:
- 250° División de Infantería
- 58° División de Infantería
- 126° División de Infantería
- 2° Brigada SS
- 285° División de Seguridad

9 de julio de 1942:
- 126° División de Infantería
- 285° División de Seguridad
- 2° Brigada SS
- 58° División de Infantería
- 250° División de Infantería

Heerestruppen
- 511° Batallón de Artillería Pesada (1 Batería)
- II Grupo/58° Regimiento de Artillería
- 12° Batallón Ligero de Reconocimiento
- 519° Regimiento de Ingenieros
- 665° Compañía de Ingenieros
- 674° Compañía de Ingenieros
- 675° Compañía de Ingenieros
- 676° Batallón de Ingenieros
- 1° Columna de Puente B/430
- 7° Comandante de Tropas de Construcción
- 121° Batallón de Construcción
- 414° Batallón de Construcción
- 510° Batallón de Construcción de Carreteras

14 de agosto de 1942:
- 212° División de Infantería
- 250° División de Infantería

'Heerestruppen'
- 633° Batallón de Artillería Pesada
- II Grupo/58° Regimiento de Artillería
- 519° Regimiento de Ingenieros
- 665° Compañía de Ingenieros
- 674° Compañía de Ingenieros
- 675° Compañía de Ingenieros
- 676° Batallón de Ingenieros
- 1° Columna de Puente B/430
- 7° Comandante de Tropas de Construcción
- 121° Batallón de Construcción
- 414° Batallón de Construcción
- 510° Batallón de Construcción de Carreteras
- 232° Batallón de Seguridad
- 38° Centuria Cosaca

14 de septiembre de 1942:
- 212° División de Infantería
- 20° División de Infantería (mot.)

Heerestruppen
- 633° Batallón de Artillería Pesada
- II Grupo/58° Regimiento de Artillería
- leichte Beobachtungs Abteilung 12
- Pionier Regiments Stab 519
- Brückenkolonne B 1./430
- Bau Bataillon 414
- 4./Brücken Bau Bataillon 683
- Straßen Bau Bataillon 510
- Sicherungs Bataillon 232
- Kosakenhundertschaft 38

14 de octubre de 1942:
- 212. Infanterie-Division
- 20. Infanterie-Division (mot.)

Heerestruppen
- schwere Artillerie Abteilung 633
- leichte Beobachtungs Abteilung 12
- Pionier Regiments Stab 519
- Brückenkolonne B 1./430
- 2./Bau Bataillon 257
- Bau Bataillon 414
- 4./Brücken Bau Bataillon 683
- Straßen Bau Bataillon 510
- 4./Straßen Bau Bataillon 677
- Kosakenhundertschaft 38

14 de noviembre de 1942:
- 254. Infanterie-Division
- 212. Infanterie-Division
- 20. Infanterie-Division (mot.)
- 1. Flak Korps (in arrivo)

Heerestruppen
- schwere Artillerie Abteilung 633
- leichte Beobachtungs Abteilung 12
- Brückenkolonne B 1./430
- 2./Bau Bataillon 257
- Bau Bataillon 414
- Straßen Bau Bataillon 510
- 4./Straßen Bau Bataillon 677
- Lettisches Schtzm. Bataillon 26
- 1. e 4./Ost Bataillon (russ.) 667
- Strafgefangenen Abteilung 6 (2 Kompanien)

22 de diciembre de 1942:
- 1. Luftwaffen-Feld-Division
- 212. Infanterie-Division
- 254. Infanterie-Division

Heerestruppen
- Artillerie-Regiments Stab 785
- schwere Artillerie Abteilung 633
- schwere Artillerie Abteilung 815
- Eisenbahn Artillerie Abteilung 672
- 18 pezzi da 22 cm Mörser (fr)
- 4 pezzi 15,2 cm Kanonen (r)
- 8 pezzi 15 cm schwere Feldhaubitzen 414
- Brückenkolonne B 1./430
- Kommandeur der Bautruppen 7
- Bau Bataillon 414
- Straßen Bau Bataillon 510
- Lettisches Schutzm. Front Bataillon 26
- 1. e 4./Ost Bataillon (russ.) 667

### 1943
4 de marzo de 1943:
- 23. Infanterie-Division
- 1. Luftwaffen-Feld-Division
- 217. Infanterie-Division
- 58. Infanterie-Division

7 de julio de 1943:
- 1. Luftwaffen-Feld-Division
- 717. Infanterie-Division
- lettische SS-Freiwilligen Brigade

4 de agosto de 1943:
- 1. Luftwaffen-Feld-Division
- 217. Infanterie-Division
- lettische SS-Freiwilligen Brigade

Heerestruppen
- Brückenkolonne B 803 (material)
- Brückenkolonne B 804 (material)
- Brückenkolonne T 158
- Brückenkolonne T 317
- Straßen Bau Bataillon 510

14 de septiembre de 1943:
- 1. Luftwaffen Feld Division
- 217. Infanterie-Division
- lettische SS-Freiwilligen Brigade

Heerestruppen
- Brückenkolonne B 803 (material)
- Brückenkolonne B 804 (material)
- Brückenkolonne T 158
- Brückenkolonne T 317 (material)
- 23. Infanterie-Division

26 de diciembre de 1943:
- 1. Feld Division (L)
- 28. Jäger-Division
- lettische SS-Freiwilligen Brigade

### 1944
16 de septiembre de 1944:
- 83. Infanterie-Division
- 21. Feld Division (L)
- 227. Infanterie-Division